# 松原惇子
松原 惇子（まつばら じゅんこ、1947年 -）は、日本のエッセイスト、評論家。

## 来歴
埼玉県生まれ。昭和女子大学を卒業後、米国クイーンズカレッジ大学院でカウンセリングを学び、修士課程を修了。
大学卒業後には離婚を経験。留学を経て帰国すると周囲の友人は家庭を持っている中、独身のままマンションを購入した経験をもとに、独身女性の気持ちを書いた『女が家を買うとき』で39歳のときに作家デビュー。雑誌「クロワッサン」が提唱した「自立した女性」像に憧れ、自ら独身を選択した女性たちが中年となり葛藤する姿を描いた『クロワッサン症候群』は、ベストセラーとなり、流行語ともなった。その後も自身の加齢とともに、それに応じた独身女性の生き方を問う本を執筆したり、講演を行ったりしている。このほか、独身女性を応援するNPO法人「SSSネットワーク」を設立、代表理事を務める。
2005年には、父親の葬儀にまつわるドタバタを描いたドキュメンタリー映画『わたしの葬送日記』を製作した。

## テレビ番組
- 日経スペシャル ガイアの夜明け あなたの老後は“ひとり”ですか？～独居大国ニッポンの明日～（2008年12月9日、テレビ東京）[6]。- SSSネットワークを取材。

## 著書
- 女が家を買うとき 文藝春秋, 1986.10 のち文庫
- 東京23区女たちの住宅事情 文藝春秋, 1987 のち文庫
- クロワッサン症候群 文藝春秋, 1988 のち文庫
- 辛口結婚フルコース ネスコ, 1989
- 英語できます 文藝春秋, 1989.12 のち文庫
- 男たちは夢を捨てたのか 講談社, 1990
- いい女は頑張らない 東急エージェンシー出版事業部, 1990 のちPHP文庫
- 平成女たちの結婚事情  Wake up and be happy! PHP研究所, 1991
- 年をとるのは面白い 何が心配なのか?どう生きればいいのか?　PHP研究所, 1991 「年をとるのはこわくない」と改題、文庫
- ルイ・ヴィトン大学桜通り 講談社, 1992　のち文庫
- 私、恋したみたい、自分に 生きる歓びを味わいつくしたい女へ 三笠書房, 1992 「そのままの自分でいいじゃない」と改題、PHP文庫
- 35年ぶりの日記 文藝春秋, 1992
- ひとり家族 文藝春秋, 1993 のち文庫
- 気がつけばシングル Trentaine syndrome 講談社, 1994
- OL定年物語 PHP研究所, 1994
- 私を探す旅 イサドラ・ダンカンを追って 文藝春秋, 1995
- 老いの住処はどこにする リブリオ出版, 1996
- いい女は「生き方」なんかこだわらない PHP研究所, 1997 「元気がでてくる「いい女」講座」と改題、文庫
- 老いの住処はどこにする 続 リブリオ出版, 1997
- 素敵なおばあさんになりたい 老いは心のもち方しだい ベストセラーズ, 1997
- クロワッサン症候群・その後 文藝春秋, 1998
- 猫の恩返し 廣済堂出版, 1999
- ありのままの自分が好きになる28章 心の「モヤモヤ」が「キラキラ」に変わる PHP研究所, 1999　「目からウロコが落ちる「いい女」ヒント」文庫
- ひとり暮らし安心ノート ひとり暮らしはさびしくない　2000年版 ユーリーグ, 1999
- シングル・スマイル・シニアライフ 「ひとり」を楽しく生きる方法 文藝春秋, 2000
- 女・40代・美しくなった理由 講談社, 2000
- 母から娘へ伝える昭和の食卓 松原可祢子料理 リヨン社, 2000
- がんばらないで34歳 これからの人生を強く生き抜くヒント（編著）廣済堂出版, 2001
- 50歳からのひとり天国生活術 家の光協会, 2001
- がんばらないで29歳 （編著）廣済堂出版, 2001
- 「なりたい自分」がわからない女たちへ PHP文庫, 2002
- 「しあわせ」のみつけかたone day lesson PHP研究所, 2002 「元気になれるちょっとした作戦」と改題、文庫
- 20代にできることしておきたいこと 海竜社, 2002 のちPHP文庫
- ひとり暮らし安心手帖 書き込み式 NTT出版, 2003
- こんなはずじゃなかった リヨン社, 2003
- 30代にしておきたい大切なこと 海竜社, 2003
- やりたいことがみつからないあなたへ PHP研究所, 2004 「「大人のいい女」講座」と改題再編集、文庫
- 28歳からのぜったい後悔しない生き方 海竜社, 2004
- 背中をポンと押してくれる言葉 リヨン社, 2004 「一週間が変わるいい女の「言葉塾」」と改題、三笠書房知的生きかた文庫
- 「いい人」なんて、もうやめた すばる舎, 2004 「ハッピーな私になる本」と改題、三笠書房知的生きかた文庫
- となりに男がいなくたって。 PHP文庫, 2004
- 松原惇子のハッキリ言わせて! すばる舎, 2005
- 年収200万円時代賢い女の「満足生活」 三笠書房, 2005
- 悩んだほうが人生はうまくいく 松原惇子の生きかた塾 海竜社, 2006

- 60歳からの上手な生き方　思い残すことなく生きるコツ 海竜社, 2012 「60歳からの自由な生き方」と改題して PHP文庫, 2015
- 老後ひとりぼっち SBクリエイティブ, 2016
- 70歳、だから何なの 海竜社, 2017
- 長生き地獄 SBクリエイティブ, 2017
- 女、60歳からの人生大整理 海竜社, 2017
- 母の老い方観察記録 海竜社, 2018
- 孤独こそ最高の老後 SBクリエイティブ, 2019
- 老後はひとりがいちばん 海竜社, 2019
- ひとりで老いるということ SBクリエイティブ, 2020